# Spriggina
Spriggina là một chi động vật đối xứng hai bên cổ xưa. Hoá thạch Spriggina có niên đại từ kỷ Ediacara, khoảng 555 triệu năm trước. Sinh vật này đạt chiều dài khoảng 3–5 cm và có lẽ là động vật săn mồi. Thân dưới phủ hai hàng phiên cứng khít nhau, còn thân trên thì chỉ có một hàng; những đốt phiên phía trước nối kết lại thành "đầu".
Vị trí chính xác của Spriggina' trong giới Động vật hiện không rõ; trước đây nó từng được coi là giun đốt, một dạng Charniodiscus, một loại Proarticulata, một thứ chân đốt giống bọ ba thuỳ, hoặc một ngành riêng biệt. Các hoá thạch đều thiếu vắng dấu vết của chi.
Spriggina floundersi là hoá thạch biểu tượng chính thức cho Nam Úc.